# نحيفات المفصل
نحيفات المفصل (الاسم العلمي: Arthroleptidae)، فصيلة ضفادع توجد في إفريقيا جنوب الصحراء. تشتمل هذه المجموعة على الضفادع الإفريقية من جنس ضفادع كبيرة العين وذو المفصل النحيف، وعدة أجناس أخرى يقتصر وجودها على غابات غينيا في وسط وغرب إفريقيا، مثل الضفدع المشعر.